# Bokakhat
Bokakhat is een dorp in het district Golaghat van de Indiase staat Assam. 

## Demografie
Volgens de Indiase volkstelling van 2001 wonen er 8.844 mensen in Bokakhat, waarvan 54% mannelijk en 46% vrouwelijk is. De plaats heeft een alfabetiseringsgraad van 78%. 